# 微小奥拿吸虫
微小奥拿吸虫（学名：Odhneria minuta）为微茎科奥拿属的动物。在中国大陆，分布于广西北海市、广东湛江市等地，营寄生生活，寄生在肠脏。